# Ozenx-Montestrucq
Pour les articles homonymes, voir Montestrucq (homonymie).
Ozenx-Montestrucq (prononcé [ozɛ̃ks mɔ̃tɛstʁyk] ; en béarnais Aussencs-Montestruc ou Ausséncs-Mountestruc) est une commune française, située dans le département des Pyrénées-Atlantiques en région Nouvelle-Aquitaine.

## Géographie

### Localisation
La commune d'Ozenx-Montestrucq se trouve dans le département des Pyrénées-Atlantiques, en région Nouvelle-Aquitaine.
Elle se situe à 52 km par la route de Pau, préfecture du département, et à 28 km de Mourenx, bureau centralisateur du canton du Cœur de Béarn dont dépend la commune depuis 2015 pour les élections départementales. 
La commune fait en outre partie du bassin de vie d'Orthez.
Les communes les plus proches sont : 
Laà-Mondrans (2,2 km), Lanneplaà (3,0 km), Loubieng (3,3 km), Castetner (4,0 km), L'Hôpital-d'Orion (4,0 km), Biron (5,4 km), Orthez (5,5 km), Orion (6,0 km).
Sur le plan historique et culturel, Ozenx-Montestrucq fait partie de la province du Béarn, qui fut également un État et qui présente une unité historique et culturelle à laquelle s’oppose une diversité frappante de paysages au relief tourmenté.

### Communes limitrophes
Les communes limitrophes sont  Castetbon, L'Hôpital-d'Orion, Lanneplaà, Laà-Mondrans, Loubieng, Orion, Orriule et Orthez.
| Lanneplaà         | Orthez            | Laà-Mondrans |
| L'Hôpital-d'Orion | Ozenx-Montestrucq | Loubieng     |
| Orion             | Orriule           | Castetbon    |

### Paysages et relief
Le bourg de Montestrucq culmine à 180 mètres d'altitude et offre de beaux points de vue sur les coteaux environnants et au-delà sur la chaîne des Pyrénées.
De nombreux bois existent dans les deux villages traversés par le Saleys et autres ruisseaux. Ils accueillent des réserves de chasse. On y trouve quelques palombières au milieu des arbres.

### Hydrographie

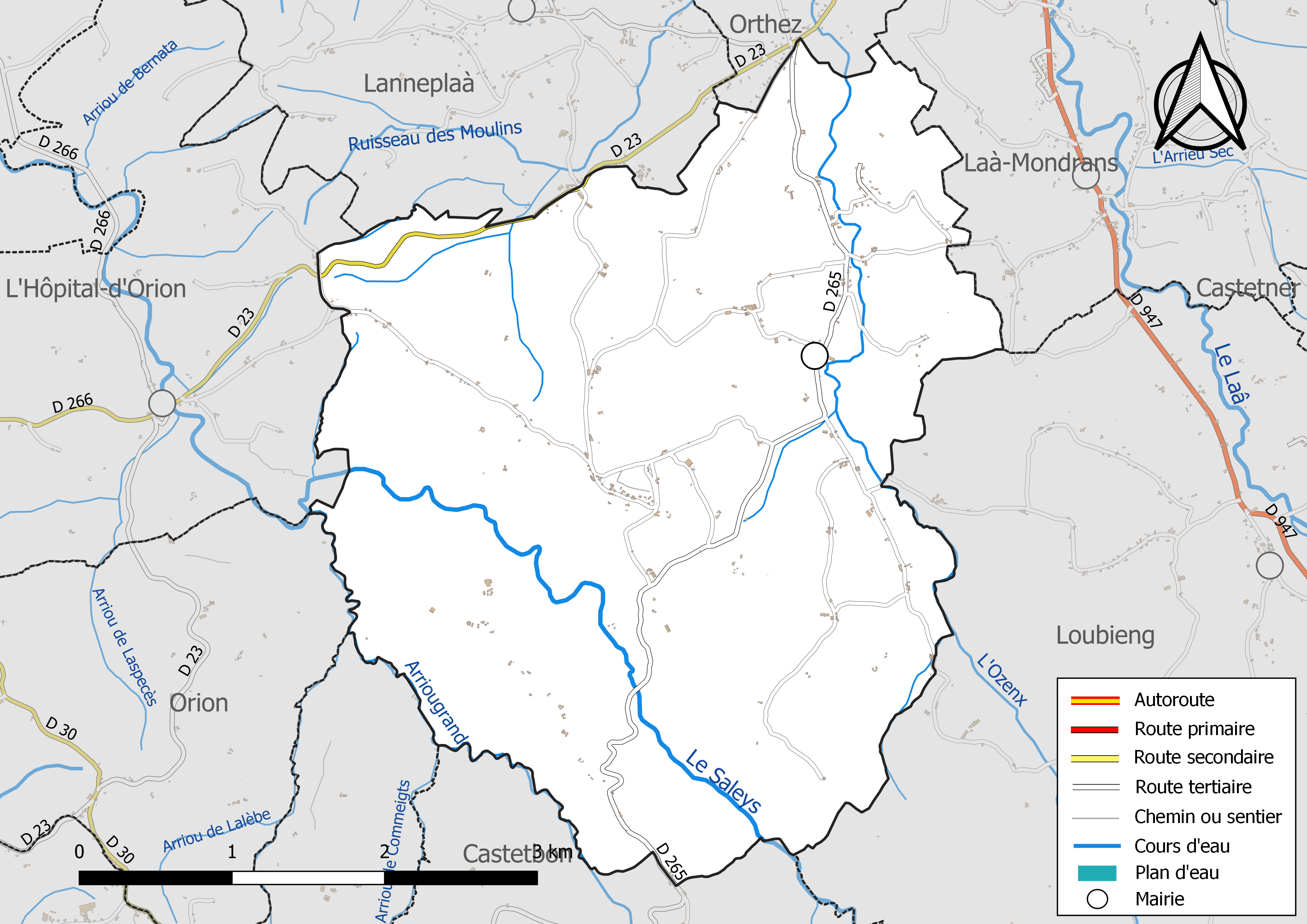
Réseaux hydrographique et routier d'Ozenx-Montestrucq.

La commune est drainée par le Saleys, l’Arriougrand, l'Ozenx et par divers petits cours d'eau, constituant un réseau hydrographique de 14 km de longueur totale,.
Le Saleys, d'une longueur totale de 48,7 km, prend sa source dans la commune d'Ogenne-Camptort et s'écoule du sud-est vers le nord-ouest. Il traverse la commune et se jette dans le gave d'Oloron à Carresse-Cassaber, après avoir traversé 13 communes.

### Climat
Pour des articles plus généraux, voir Climat de la Nouvelle-Aquitaine et Climat des Pyrénées-Atlantiques.
Historiquement, la commune est exposée à un micro climat océanique basque.  
En 2020, Météo-France publie une typologie des climats de la France métropolitaine dans laquelle la commune est exposée à un climat de montagne et est dans la région climatique Pyrénées atlantiques, caractérisée par une pluviométrie élevée (>1 200 mm/an) en toutes saisons, des hivers très doux (7,5 °C en plaine) et des vents faibles.
Pour la période 1971-2000, la température annuelle moyenne est de 13,6 °C, avec une amplitude thermique annuelle de 14 °C. Le cumul annuel moyen de précipitations est de 1 251 mm, avec 11,9 jours de précipitations en janvier et 8,4 jours en juillet. Pour la période 1991-2020, la température moyenne annuelle observée sur la station météorologique la plus proche, située sur la commune d'Orthez à 6 km à vol d'oiseau, est de 14,1 °C et le cumul annuel moyen de précipitations est de 1 211,5 mm,. Pour l'avenir, les paramètres climatiques de la commune estimés pour 2050 selon différents scénarios d’émission de gaz à effet de serre sont consultables sur un site dédié publié par Météo-France en novembre 2022.

### Milieux naturels et biodiversité

#### Réseau Natura 2000
Le réseau Natura 2000 est un réseau écologique européen de sites naturels d'intérêt écologique élaboré à partir des Directives « Habitats » et « Oiseaux », constitué de zones spéciales de conservation (ZSC) et de zones de protection spéciale (ZPS).
Deux sites Natura 2000 ont été définis sur la commune au titre de la « directive Habitats », : 
- le « château d'Orthez et bords du gave », d'une superficie de 4 300 ha, un agrosystème favorable à la présence de Chiroptères[18] ;
- le « gave de Pau », d'une superficie de 8 194 ha, un vaste réseau hydrographique avec un système de saligues[Note 4] encore vivace[19].

## Urbanisme

### Typologie
Au 1er janvier 2024, Ozenx-Montestrucq est catégorisée commune rurale à habitat très dispersé, selon la nouvelle grille communale de densité à sept niveaux définie par l'Insee en 2022.
Elle est située hors unité urbaine. Par ailleurs la commune fait partie de l'aire d'attraction d'Orthez, dont elle est une commune de la couronne,. Cette aire, qui regroupe 26 communes, est catégorisée dans les aires de moins de 50 000 habitants,.

### Occupation des sols

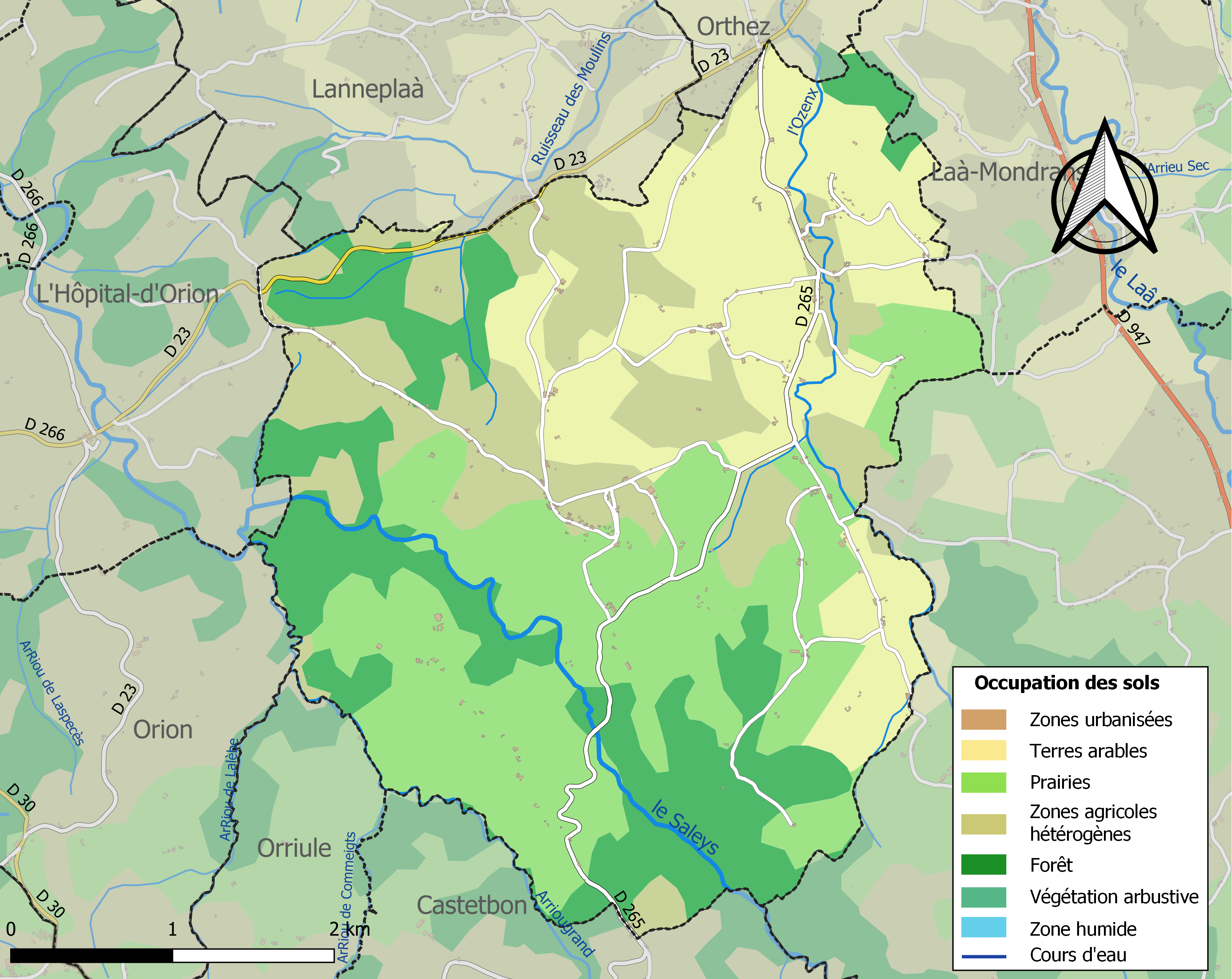
Carte des infrastructures et de l'occupation des sols de la commune en 2018 (CLC).

L'occupation des sols de la commune, telle qu'elle ressort de la base de données européenne d’occupation biophysique des sols Corine Land Cover (CLC), est marquée par l'importance des territoires agricoles (78,1 % en 2018), une proportion sensiblement équivalente à celle de 1990 (78 %). La répartition détaillée en 2018 est la suivante : 
prairies (31,6 %), terres arables (24,4 %), zones agricoles hétérogènes (22,2 %), forêts (21,9 %). L'évolution de l’occupation des sols de la commune et de ses infrastructures peut être observée sur les différentes représentations cartographiques du territoire : la carte de Cassini (XVIIIe siècle), la carte d'état-major (1820-1866) et les cartes ou photos aériennes de l'IGN pour la période actuelle (1950 à aujourd'hui).

### Lieux-dits et hameaux
- Anglade ;
- Montestrucq : le Nord ; le Bourg ; Lasserrade ; les Marges ;
- Ozenx : l'Église, Cap de Coste, Haut d'Ozenx.

### Voies de communication et transports
La commune est desservie par les routes départementales 23 et 265.

### Risques majeurs
Le territoire de la commune d'Ozenx-Montestrucq est vulnérable à différents aléas naturels : météorologiques (tempête, orage, neige, grand froid, canicule ou sécheresse), inondations et séisme (sismicité modérée). Il est également exposé à un risque technologique,  le transport de matières dangereuses. Un site publié par le BRGM permet d'évaluer simplement et rapidement les risques d'un bien localisé soit par son adresse soit par le numéro de sa parcelle.

#### Risques naturels
Certaines parties du territoire communal sont susceptibles d’être affectées par le risque d’inondation par une crue à  débordement lent de cours d'eau, notamment le Saleys. La commune a été reconnue en état de catastrophe naturelle au titre des dommages causés par les inondations et coulées de boue survenues en 1982, 1983, 1992, 2009 et 2018,.

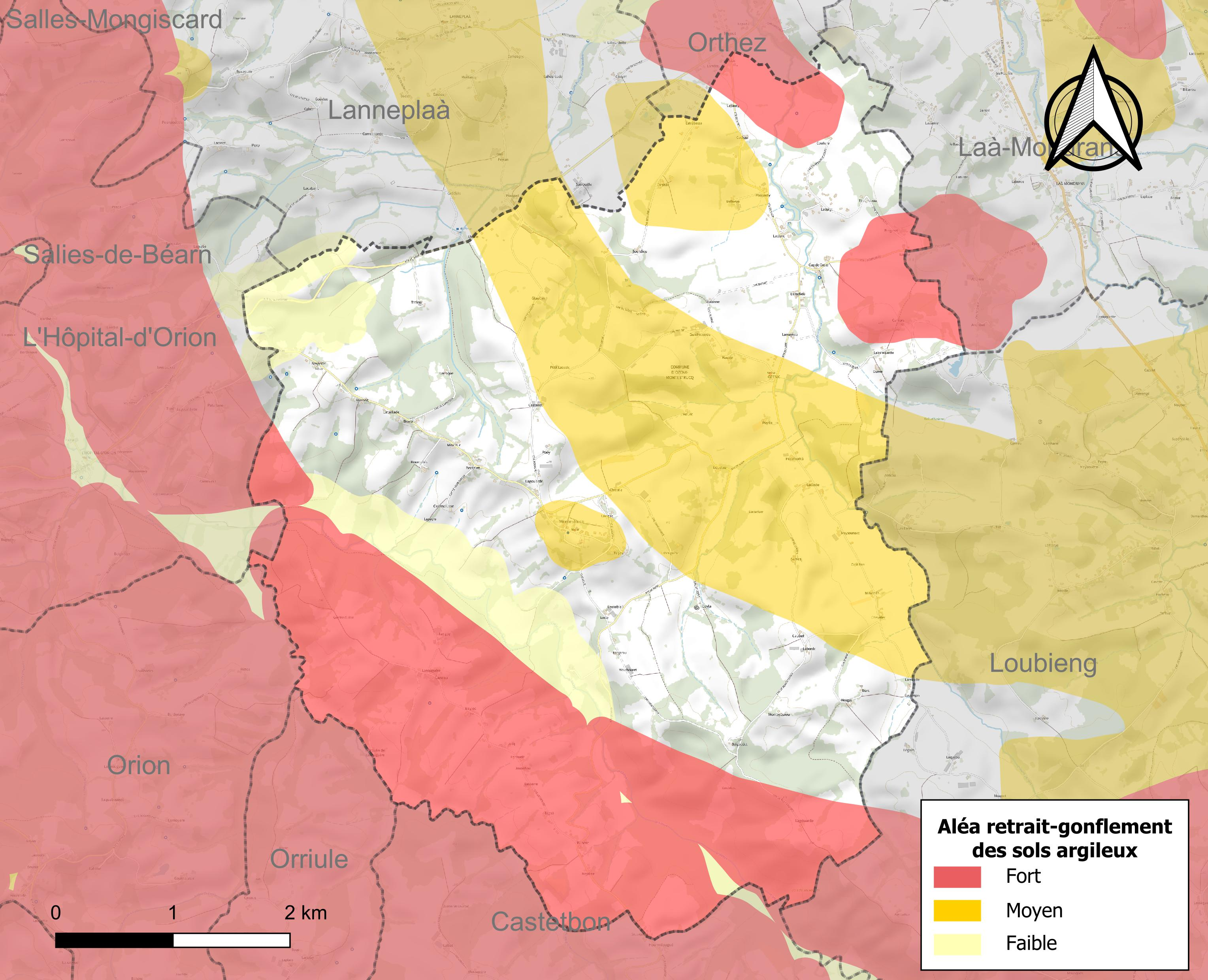
Carte des zones d'aléa retrait-gonflement des sols argileux d'Ozenx-Montestrucq.

Le retrait-gonflement des sols argileux est susceptible d'engendrer des dommages importants aux bâtiments en cas d’alternance de périodes de sécheresse et de pluie. 55,8 % de la superficie communale est en aléa moyen ou fort (59 % au niveau départemental et 48,5 % au niveau national). Depuis le 1er octobre 2020, en application de la loi ELAN, différentes contraintes s'imposent aux vendeurs, maîtres d'ouvrages ou constructeurs de biens situés dans une zone classée en aléa moyen ou fort,.

## Toponymie
Le toponyme Ozenx apparaît sous les formes Osenx (XIIe siècle, cartulaire de Sorde), Osencs (1282, cartulaire d'Orthez), Ossenx (1385, censier de Béarn), Ozencxs (1476, notaires de Castetner), Ozenxs, Osencxs et Oussenxs (respectivement 1536, 1556  et 1568, réformation de Béarn) et 
Ossenxs (1568, titres de Larbaig).
L'hydronyme ruisseau d'Ozenx apparaît en 1538  sous la forme arriu d'Osencxs (1538, réformation de Béarn).
Le toponyme Montestrucq apparaît sous les formes Montastruc (1385, censier de Béarn), Montatrucq (1793 ou an II) et Montestruc (1801, Bulletin des lois).
Montestrucq pourrait être la contraction de "mont astrùc" : mont favorisé par les astres.
Anglade est mentionné dans le dictionnaire topographique Béarn-Pays basque en 1863.
Le nom béarnais de la commune est Aussencs-Montestruc ou Ausséncs-Mountestruc.

## Histoire
Paul Raymond note que la commune d'Ozenx comptait une abbaye laïque, vassale de la vicomté de Béarn.
En 1385, Ozenx comptait tout comme Montestrucq 45 feux et les deux communes dépendaient du bailliage de Larbaig. Au XVIe siècle, Montestrucq fut le chef-lieu d'un bailliage comprenant, outre la commune, l'Hôpital-d'Orion.
Ozenx et Montestrucq se sont réunies le 20 juillet 1972, en application de la loi Marcellin (qui engendrera 38 fusions de communes dans le département des Pyrénées-Atlantiques).

## Politique et administration
| Période                                  | Période  | Identité         | Étiquette | Qualité |
| ---------------------------------------- | -------- | ---------------- | --------- | ------- |
| 1995                                     | 2001     | Joseph Sarthou   |           |         |
| 2001                                     | 2007     | Francis Lalanne  |           |         |
| 2007                                     | 2008     | Joseph Sarthou   |           |         |
| 2008                                     | 2014     | Joseph Sarthou   |           |         |
| 2014                                     | 2020     | Hélène Marteuilh |           |         |
| 2020                                     | En cours | Alain Lenglet    | PS        |         |
| Les données manquantes sont à compléter. |          |                  |           |         |

Rattachée au canton de Lagor jusqu'en 2015, la commune fait partie désormais du canton du Cœur de Béarn.

### Intercommunalité
Ozenx-Montestrucq fait partie de cinq structures intercommunales :
- la communauté de communes de Lacq-Orthez ;
- le SIVOM de Lagor ;
- le SIVU de Laà-Mondrans et d'Ozenx-Montestrucq ;
- le syndicat de Gréchez ;
- le SIVU des Quatre moulins.

## Population et société

### Démographie
L'évolution du nombre d'habitants est connue à travers les recensements de la population effectués dans la commune depuis 1793. Pour les communes de moins de 10 000 habitants, une enquête de recensement portant sur toute la population est réalisée tous les cinq ans, les populations de référence des années intermédiaires étant quant à elles estimées par interpolation ou extrapolation. Pour la commune, le premier recensement exhaustif entrant dans le cadre du nouveau dispositif a été réalisé en 2007.

En 2022, la commune comptait 378 habitants, en évolution de −1,05 % par rapport à 2016 (Pyrénées-Atlantiques : +3,78 %, France hors Mayotte : +2,11 %).
| 1793 | 1800 | 1806 | 1821 | 1831 | 1836 | 1841 | 1846 | 1851 |
| ---- | ---- | ---- | ---- | ---- | ---- | ---- | ---- | ---- |
| 362  | 336  | 336  | 373  | 387  | 389  | 376  | 383  | 352  |

| 1856 | 1861 | 1866 | 1872 | 1876 | 1881 | 1886 | 1891 | 1896 |
| ---- | ---- | ---- | ---- | ---- | ---- | ---- | ---- | ---- |
| 333  | 354  | 362  | 322  | 318  | 328  | 311  | 285  | 297  |

| 1901 | 1906 | 1911 | 1921 | 1926 | 1931 | 1936 | 1946 | 1954 |
| ---- | ---- | ---- | ---- | ---- | ---- | ---- | ---- | ---- |
| 283  | 268  | 286  | 236  | 247  | 238  | 225  | 211  | 200  |

| 1962 | 1968 | 1975 | 1982 | 1990 | 1999 | 2006 | 2007 | 2012 |
| ---- | ---- | ---- | ---- | ---- | ---- | ---- | ---- | ---- |
| 224  | 204  | 363  | 374  | 376  | 370  | 354  | 351  | 385  |

| 2017 | 2022 | - | - | - | - | - | - | - |
| ---- | ---- | - | - | - | - | - | - | - |
| 382  | 378  | - | - | - | - | - | - | - |

## Économie
L'activité agricole y est dominante.
La commune fait partie de la zone d'appellation du fromage Ossau-Iraty.

## Culture locale et patrimoine

### Patrimoine civil
À Ozenx, la maison La Sale remaniée au XIXe siècle est la maison d'abbadie de l'abbaye laïque, une tour carrée coiffée d'une toiture à l'impériale en zinc y est adossée. L'homme politique Léon Bérard y a séjourné. D'autres sources localisent plus probablement cette maison d'abbadie en bordure du ruisseau l'Ozenx, près de l'ancienne église et du moulin disparu.
La maison Godelimac abritait une source renommée au XIXe siècle, aux vertus thérapeutiques contre l'eczéma.
Une usine à chaux a fonctionné au début du XXe siècle à Montestrucq. On peut en voir les vestiges, deux tours, au chemin dit de Coyla.

### Patrimoine religieux
L'église Saint-Pierre, à Ozenx, fut construite entre 1888 et 1905 en remplacement d'une église située trop près du ruisseau l'Ozenx (dont on peut voir encore un pan de mur). Le maître verrier toulousain Louis-Victor Gesta, bien connu dans la région et au-delà, l'a équipé de vitraux en 1900. Trois de ces fenêtres embellissent le chœur. Deux personnages religieux sont représentés sur de longues et étroites fenêtres, tandis qu'un oculus au milieu projette un rayon de lumière sur le crucifix au-dessus du tabernacle. Le long bâtiment à nef et le clocher au-dessus du porche d'entrée recouvert d'ardoise sont des éléments architecturaux typiques de la région.
L'église Saint-Jean-Baptiste, à Montestrucq, a été restaurée entre 1945 et 1950. L'élément marquant de l'église est son clocher-porche massif recouvert d'ardoise, avec deux entrées cintrées. Typique de certaines églises de la plaine de Navarrenx, il est équipé de deux contreforts solides. Des traces d’anciennes ouvertures et de meurtrières suggèrent que le clocher est un vestige de l’ancienne place forte de Montestrucq. Autrefois l'emplacement surélevé était certainement entouré de murs et de fossés. Le reste du bâtiment est recouvert de tuiles canal. L'intérieur de l'église abrite des fonts baptismaux en marbre avec un couvercle en cuivre, un bénitier en forme de coquillage, un chemin de croix en plaques de plâtre polychrome et trois vitraux signés des ateliers Mauméjean Paris-Hendaye, certainement installés lors de la restauration de l'église.
Dans le bourg de Montestrucq, à la croisée de chemins, sont érigés deux calvaires dont un crucifix, ayant servi pour des processions et datant du XXe siècle.

## Équipements
La commune dispose d'une école primaire, située dans le bourg de Montestrucq. Elle fait partie d'un regroupement pédagogique avec les écoles de Làa-Mondrans et Loubieng, dit des Quatre moulins. On y trouve un point lecture ouvert à tous.
Un fronton de pelote basque a été réhabilité dans le cadre du réaménagement du bourg. Un terrain de pétanque, une aire de pique-nique y ont été créés. Le sentier pédestre Sur la voie de Vézelay, boucle de 8,5 km, permet de cheminer sur les coteaux de Montestrucq.
Une mairie ainsi qu'une salle communale existent dans chacun des villages.
Une base ULM, Air Montestrucq, se trouve sur la route de Narp.
Un château d'eau a été construit dans le bourg de Montestrucq en 1967. Il est alimenté par la source Gréchez située à Lanneplaà.